# Paul Bernardo
Paul Bernardo (ur. 27 sierpnia 1964) – kanadyjski seryjny morderca, gwałciciel i sadysta. Razem z żoną Karlą Homolką zamordował 3 młode kobiety.
Między 1987 a 1991 Bernardo dopuścił się co najmniej kilkunastu gwałtów w rejonie Scarborough (obecnie dzielnica Toronto). Jego ofiarami były najczęściej młode kobiety, które zaczynał śledzić, gdy wysiadały z autobusu, zazwyczaj w późnych godzinach wieczornych. Pierwszy gwałt miał miejsce 4 maja 1987 roku.
W 1987 roku Paul poznał Karlę Homolkę, która następnie została jego partnerką. Absolutnie zafascynowana Paulem dziewczyna spełniała wszystkie jego żądania. Bernardo, poznawszy rodzinę Karli dostał obsesji na punkcie młodszej siostry swej narzeczonej, Tammy Lynn. Posłuszna Karla 25 lipca 1990 podała swej siostrze spaghetti przyprawione Valium, gwałt jednak nie doszedł do skutku, ponieważ dawka środka uspokajającego zastosowana przez Karlę była zbyt mała i Tammy zbyt wcześnie odzyskała przytomność. 24 grudnia 1990 roku Karla poczęstowała swą siostrę koktajlem jajecznym zawierającym środek uspokajający. Gdy Tammy straciła przytomność, jej siostra przycisnęła do jej nosa szmatę nasączoną weterynaryjnym anestetykiem. Potem dziewczynę rozebrano i Bernardo wraz z kochanką zaczęli ją gwałcić, filmując jednocześnie całe zdarzenie. Tammy zaczęła wymiotować i krztusić się, reanimacja zastosowana przez Karlę nie przyniosła skutku, zatem zbrodnicza para sprzątnęła ślady swych zbrodni, ubrała ofiarę, po czym wezwała karetkę, tłumacząc, że dziewczyna wymiotowała, bo wypiła zbyt wiele. Tammy Lynn Homolka zmarła, nie odzyskawszy przytomności; jej śmierć uznano za nieszczęśliwy wypadek.
Pracując w sklepie zoologicznym Karla poznała nastoletnią dziewczynę, z którą się zaprzyjaźniła do tego stopnia, że nastolatka traktowała Karlę jak starszą siostrę. 7 czerwca 1991 roku Homolka zaprosiła dziewczynę do siebie, na „babski wieczór”. Gdy poczęstowana drinkiem zawierającym weterynaryjny środek uspokajający nastolatka straciła przytomność, Homolka i Bernardo rozebrali ją po czym kolejno zgwałcili, ponownie dokumentując wszystko skrupulatnie na taśmie wideo.
15 czerwca 1991 roku Bernardo porwał czternastoletnią Leslie Mahaffy. Zawiózł ją do domu w Port Dalhousie, który dzielił z Karlą, wówczas już jego żoną. Tam związana Leslie została poddana gwałtom i torturom ze strony obojga małżonków Bernardo, którzy, po raz kolejny, zadbali by swoje wyczyny uwiecznić na taśmie wideo. Potem Bernardo udusił ją, a ciało, nie bez pomocy Karli, poćwiartował w piwnicy i zatopił w betonowych blokach. Bloki te następnie wrzucił do jeziora Lake Gibson. Starannie zachowany przez Paula rachunek za dwanaście worków cementu stał się potem jednym z ważnych dowodów podczas procesu. 29 czerwca 1991 dwójka wędkarzy, ojciec i syn, odkryła zatopione w jeziorze bloki, a pęknięcie w jednym z nich odsłoniło oczom przerażonych znalazców ich makabryczną zawartość.
16 kwietnia 1992 Bernardowie porwali Kristen French, piętnastoletnią uczennicę katolickiej szkoły. Podobnie jak Leslie Kristen była torturowana, bita i gwałcona (a jej cierpienia skrupulatnie sfilmowane), potem uduszona, a jej nagie ciało porzucone w rowie, gdzie znaleziono je 30 kwietnia 1992.
W 1995 roku Paul Bernardo został osądzony i skazany na dożywotnie więzienie.

## Ofiary Homolki i Bernardo
- Tammy Homolka
- Leslie Mahaffy
- Kristen French